# Cymothoe kaluunda
Cymothoe kaluunda är en fjärilsart som beskrevs av Frans G.Overlaet 1940. Cymothoe kaluunda ingår i släktet Cymothoe och familjen praktfjärilar. Inga underarter finns listade i Catalogue of Life.